# Dworshak-Talsperre
Die Dworshak-Talsperre ist eine große Talsperre im Nordwesten der USA. Sie liegt am North Fork Clearwater River 6 km nordwestlich von Orofino und 76 km östlich von Lewiston im Clearwater County in Idaho und dient der Stromerzeugung aus Wasserkraft und dem Hochwasserschutz. Ursprünglich war der Name der Talsperre „Bruces Eddy“, aber sie wurde zu Ehren von US-Senator Henry Dworshak aus Idaho umbenannt.

## Geschichte und Konstruktion
Das Absperrbauwerk ist eine Gewichtsstaumauer aus Beton. Die Staumauer ist die höchste gerade Gewichtsstaumauer in der westlichen Welt. Dieser Rekord kommt zustande, weil die höhere Grande-Dixence-Staumauer im Grundriss geknickt ist. 
Die Dworshak-Talsperre ist außerdem die dritthöchste Talsperre in den USA und weltweit liegt sie zurzeit etwa auf Platz 27. In den USA sind nur der Oroville-Staudamm und die Hoover-Staumauer höher, außerdem noch der Cypus-Damm, der aber der Damm eines Absetzbeckens ist. Die Dworshak-Staumauer enthält zweimal so viel Beton, wie in der Cheops-Pyramide in Ägypten Platz hätte. Die Baukosten betrugen 312 Millionen Dollar.
Das U.S. Army Corps of Engineers begann im Juni 1966 mit dem Bau. Die Hauptarbeiten waren 1972 vollendet. Die Generatoren gingen 1973 in Betrieb. Das Wasserkraftwerk hat drei Turbinen, zwei mit 90 MW und eine mit 220 MW, zusammen 380 MW. Andere Quellen sprechen von einer Gesamtleistung von 400 MW. Die Überlast-Kapazität beträgt 460 MW. Ursprünglich war geplant, drei weitere große Turbinen mit 220 MW einzubauen. Sockel dafür waren bereits vorgesehen, aber in den 1990er Jahren wurden diese Pläne aufgegeben. Die Talsperre nutzt nur die halbe Kapazität, die möglich wäre. Grund dafür ist die Wassermenge, die dabei unterhalb der Talsperre abfließen müsste. Deswegen wäre eine ausgleichende zweite Talsperre notwendig, die aber aufgrund von Bürgerprotesten nicht genehmigt wurde.
Es gibt zwei Hochwasserentlastungsverschlüsse und zwei nebeneinander liegende Schussrinnen etwa in der Mitte der Staumauer.

## Dworshak Reservoir
Die Dworshak-Talsperre ist wie die Grand-Coulee-Talsperre ein Teil des Talsperrensystems des Columbia River. Der Stausee nennt sich „Dworshak Reservoir“. Er erstreckt sich über 85 Kilometer flussaufwärts bis zu den Bitterroot Mountains. Der Nordarm des Clearwater River fließt drei Kilometer unterhalb der Talsperre mit dem Südarm des Clearwater zusammen und bildet den Clearwater River, der sich bei Lewiston mit dem Snake River vereinigt. Der Stausee wird auch zum Flößen von Holz genutzt.

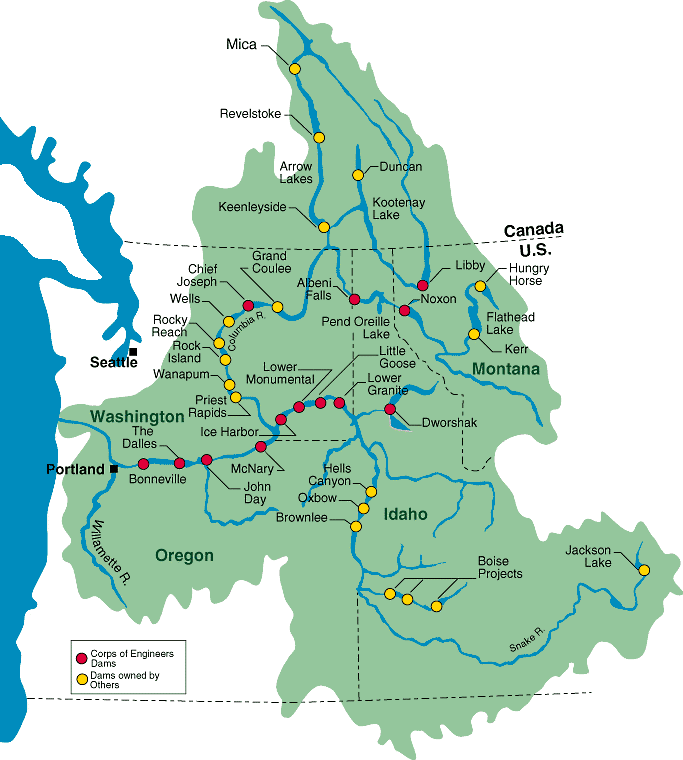
Columbia River Basin